# Гостиница
Гостиница је насеље у Србији у општини Ужице у Златиборском округу. Према попису из 2022. било је 487 становника.

## Демографија
У насељу Гостиница живи 551 пунолетни становник, а просечна старост становништва износи 46,5 година (45,6 код мушкараца и 47,5 код жена). У насељу има 202 домаћинства, а просечан број чланова по домаћинству је 3,16.
Ово насеље је у потпуности насељено Србима (према попису из 2002. године), а у последња три пописа, примећен је пад у броју становника.
|  |

| Демографија | Демографија | Демографија |
| Година      | Становника  | Становника  |
| ----------- | ----------- | ----------- |
| 1948.       | 1.447       |             |
| 1953.       | 1.414       |             |
| 1961.       | 1.340       |             |
| 1971.       | 977         |             |
| 1981.       | 900         |             |
| 1991.       | 676         | 675         |
| 2002.       | 639         | 642         |

| Етнички састав према попису из 2002.‍ | Етнички састав према попису из 2002.‍ | Етнички састав према попису из 2002.‍ | Етнички састав према попису из 2002.‍ | Етнички састав према попису из 2002.‍ |
| ------------------------------------ | ------------------------------------ | ------------------------------------ | ------------------------------------ | ------------------------------------ |
|                                      |                                      |                                      |                                      |                                      |
| Срби                                 | Срби                                 |                                      | 639                                  | 100,0%                               |
| непознато                            | непознато                            |                                      | 0                                    | 0,0%                                 |

| Година пописа     | 1948. | 1953. | 1961. | 1971. | 1981. | 1991. | 2002. |
| ----------------- | ----- | ----- | ----- | ----- | ----- | ----- | ----- |
| Број домаћинстава | 254   | 253   | 273   | 225   | 229   | 191   | 202   |

| Број чланова      | 1  | 2  | 3  | 4  | 5  | 6  | 7  | 8 | 9 | 10 и више | Просек |
| ----------------- | -- | -- | -- | -- | -- | -- | -- | - | - | --------- | ------ |
| Број домаћинстава | 44 | 52 | 31 | 22 | 26 | 13 | 11 | 2 | 1 | 0         | 3,16   |

| Пол    | Укупно | Неожењен/Неудата | Ожењен/Удата | Удовац/Удовица | Разведен/Разведена | Непознато |
| ------ | ------ | ---------------- | ------------ | -------------- | ------------------ | --------- |
| Мушки  | 290    | 83               | 165          | 35             | 7                  | 0         |
| Женски | 274    | 38               | 166          | 63             | 6                  | 1         |
| УКУПНО | 564    | 121              | 331          | 98             | 13                 | 1         |

| Пол    | Укупно                    | Пољопривреда, лов и шумарство | Рибарство                            | Вађење руде и камена | Прерађивачка индустрија       |
| ------ | ------------------------- | ----------------------------- | ------------------------------------ | -------------------- | ----------------------------- |
| Мушки  | 169                       | 65                            | 0                                    | 0                    | 42                            |
| Женски | 83                        | 61                            | 0                                    | 0                    | 6                             |
| УКУПНО | 252                       | 126                           | 0                                    | 0                    | 48                            |
| Пол    | Производња и снабдевање   | Грађевинарство                | Трговина                             | Хотели и ресторани   | Саобраћај, складиштење и везе |
| Мушки  | 4                         | 8                             | 12                                   | 1                    | 7                             |
| Женски | 1                         | 0                             | 2                                    | 2                    | 0                             |
| УКУПНО | 5                         | 8                             | 14                                   | 3                    | 7                             |
| Пол    | Финансијско посредовање   | Некретнине                    | Државна управа и одбрана             | Образовање           | Здравствени и социјални рад   |
| Мушки  | 0                         | 1                             | 4                                    | 5                    | 5                             |
| Женски | 0                         | 0                             | 3                                    | 0                    | 6                             |
| УКУПНО | 0                         | 1                             | 7                                    | 5                    | 11                            |
| Пол    | Остале услужне активности | Приватна домаћинства          | Екстериторијалне организације и тела | Непознато            | Непознато                     |
| Мушки  | 12                        | 0                             | 0                                    | 3                    | 3                             |
| Женски | 2                         | 0                             | 0                                    | 0                    | 0                             |
| УКУПНО | 14                        | 0                             | 0                                    | 3                    | 3                             |

## Знамените личности
- Михаило Миловановић, српски сликар и вајар